# Йоган Гейзинга
Йо́ган Ге́йзинга (нід. Johan Huizinga, МФА: [ˈjoːɦɑn 'ɦœyzɪŋɣaː]; *7 грудня 1872, Гронінген — †1 лютого 1945, Де-Стег) — нідерландський історик, теоретик культури.

## Біографія
Йоган Гейзинга народився в місті Гронінген (Нідерланди) в родині священика-меноніта. Вивчав історію індоєвропейської літератури і загальну історію, зокрема історіографію та теорії виникнення і розвитку світової культури — спершу в гімназії, потім у Гронінгенському університеті.
У 1905 році отримав посаду професора Гронінгенського університету, де викладав до 1915 року. Надалі перейшов до Лейденського університету, де активно працював у сфері суспільно-політичної критики доби 1920-30 роках.
Від 1938 року Йоган Гейзинга — голова Міжнародного комітету з культурного співробітництва Ліги Націй.
Й. Гейзинга викладав у Лейденському університеті і залишався його професором до 1940 року — до заборони німецькими окупантами вести викладання.
У роки окупації Нідерландів у 1942 році вченого було заарештовано німцями та ув'язнено і запроторено на декілька місяців до концтабору Сінт-Міхілсгестел (Sint Michielsgestel) біля міста Арнем, після чого йому вже не дозволили повернутися до Лейдена.
Йоган Гейзинга помер від виснаження у вигнанні в Де-Стег (De Steeg) 1 лютого 1945 року.

## Наукова і творча діяльність
Вже у ранній науковій діяльності Й. Гейзинга зажив світової слави як прискіпливий дослідник історії західноєвропейського, зокрема нідерландського Середньовіччя та епохи Відродження. Найвідоміші праці цього періоду: «Осінь Середньовіччя» (нід. Herfsttij der Middeleeuwen, 1919) та «Еразм» (1924).
У 20-30 роки XX століття Йоган Гейзінга вніс багато нового в розуміння предмета і методу історичної науки. Його студії ролі міфів і фантазії в світовій цивілізації, а також гри як загального принципу становлення людської культури (найвідоміший твір вченого-філософа Homo Ludens «Людина, що грає»,1938) сприяли формуванню нових напрямів в антропології історичній, зокрема структурної антропології французького етнографа і соціолога Клода Леві-Строса.
Паралельно з О. Шпенглером Й. Гейзинга працював над проблемами типологізації культур, морфологічного аналізу культурно-історичних епох. Праці 1930-40 років присвячені критиці масової культури, наголошують на цивілізаційній кризі і перегукуються з працями Х. Ортеги-і-Гассета.